# اچ‌ام‌اس گودسون (کی۴۸۰)
اچ‌ام‌اس گودسون (کی۴۸۰) (به انگلیسی: HMS Goodson (K480)) یک کشتی بود که طول آن ۲۸۹ فوت ۶ اینچ (۸۸٫۲۴ متر) بود. این کشتی در سال ۱۹۴۳ ساخته شد.